# Джастін Бовер
Джастін Бовер (англ. Justin Bower; нар. 23 травня 1978) — колишній південноафриканський тенісист.
Найвищу одиночну позицію світового рейтингу — 180 місце досяг 18 червня 2001, парну — 170 місце — 30 вересня 2002 року.
Найвищим досягненням на турнірах Великого шолома було 2 коло в одиночному розряді.

## Титули на челленджерах

### Парний розряд: (3)
| Ранг | Рік  | Турнір              | Покриття | Партнер              | Суперники                    | Рахунок                 |
| ---- | ---- | ------------------- | -------- | -------------------- | ---------------------------- | ----------------------- |
| 1.   | 2000 | Бінгемтон, США      | Тверде   | Джефф Кутзе          | Лоренцо Манта Лоренс Тілеман | 6–3, 7–5                |
| 2.   | 2002 | Госфорд, Австралія  | Тверде   | Їв Аллегро           | Джон Доран Ендрю Пейнтер     | 7–6(9–7), 3–6, 7–6(7–5) |
| 3.   | 2003 | Фергана, Узбекистан | Тверде   | Айсам-уль-Хак Куреші | Олексій Кедрюк Орест Терещук | 3–6, 7–6(7–0), 6–4      |